# Wayne (Michigan)
Wayne è un comune degli Stati Uniti d'America, situato nello Stato del Michigan, nella contea di Wayne.